# Игор Убица
Игор Убица је агент СВР-а и бивши официр КГБ-а који је наводно убио Александра Литвињенка и побегао назад у Русију. Био је међу члановима групе коју су чинили бивши агенти КГБ-а под називом „Достојанство и част“.
Према једној верзији, званични осумњичени за убиство, Андреј Луговој, само је одвукао пажњу Литвињенка, док је „Игор Убица“ ставио радиоактивни полонијум у шољу чаја којом се отровао Литвињенко. „Игор Убица” је касније виђен на повратку у Русију на аеродрому у Лондону.
Његово име и прави идентитет остају непознати. Речено је да је бивши официр Спетзназа рођен 1960. године који је мајстор џудоа и благо шепа. Савршено говори енглески и португалски.